# مهران برخورداري
مهران برخورداري (بالفارسية: مهران برخورداری؛ من مواليد 26 يوليو 2000 في قزوين) هو لاعب تايكوندو إيراني. فاز بالميدالية البرونزية في دورة الألعاب الآسيوية 2022 في فئة وزن 80 كجم للرجال. تمكن من الفوز بحصة دورة الألعاب الأولمبية الصيفية 2024 في بطولة غراند سلام 2023 وفي نهاية الألعاب الأولمبية فاز بالميدالية الفضية في وزن -80 كجم للرجال.